# Oleg Karavayev
Oleg Karavayev (Minsk, Unión Soviética, 20 de mayo de 1936-ídem, 23 de agosto de 1978) fue un deportista soviético especialista en lucha grecorromana donde llegó a ser campeón olímpico en Roma 1960.

## Carrera deportiva
En los Juegos Olímpicos de 1960 celebrados en Roma ganó la medalla de oro en lucha grecorromana estilo peso gallo, por delante del rumano Ion Cernea (plata) y del búlgaro Dinko Petrov (bronce).